# Medeltida kyrkomålningar i Danmark

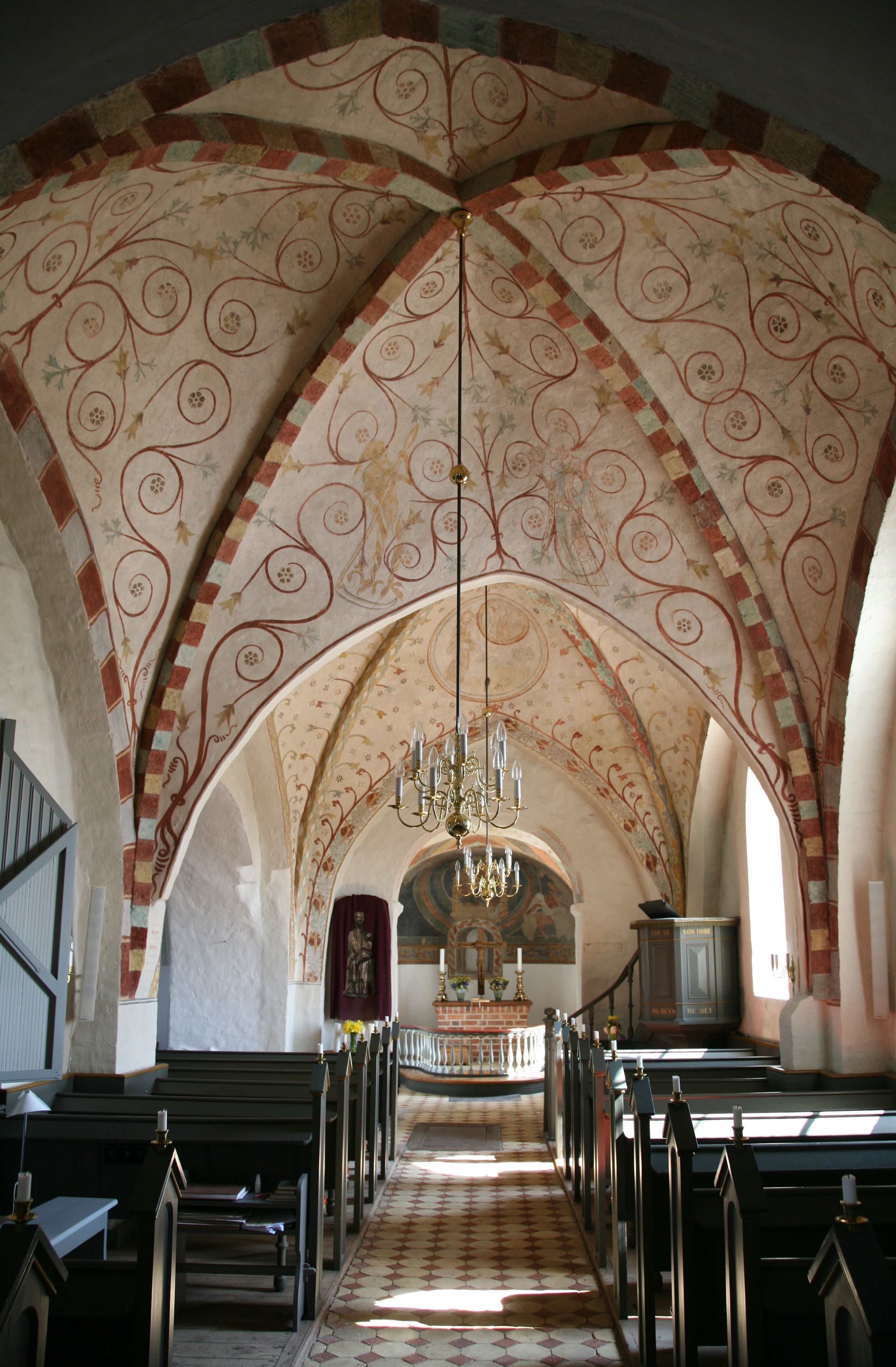
Vester Broby kyrka, Jørlundemästaren

Det finns muralmålningar i ungefär 500 danska kyrkor, spridda över hela landet, med historiska motiv och vanligare motiv från Gamla testamentet och Nya testamentet. I förhållande till sin storlek, har Danmark ovanligt många bevarade kyrkomålningar.
Målningarna hade under den katolska tiden inte bara ett dekorationssyfte, utan bilderna kunde också tjäna som referens till prästens ord under gudstjänster som skedde på latin.
Det har målats på väggarna i danska kyrkor från 1100-talet till 1600-talet, varefter denna tradition ersattes av en tradition med vitkalkade väggar. Övermålningar skedde också på grund av att de inte skulle distrahera menigheten, eftersom predikningarna efter reformation hölls på danska. Sedan 1800-talet har kalkmålningar tagits fram igen, och från 1900-talet har traditionen med målade dekorationsmålade väggar återupptagits, inklusive storslagna målningar av Joakim Skovgaard i Viborgs domkyrka och Carl-Henning Pedersen i Ribe domkyrka.
Målningen Opstandelsen i Undløse kyrka av Unionsmästaren ingår i Danmarks kulturkanon.
Romanska kalkmålningar, från 1100–1250, gjordes ofta i al fresco-teknik, en teknik som visat sig vara motståndskraftig mot tidens tand.

## Mästare i urval
- Jørlundemästaren (1150–75)
- Unionsmästaren  (1410–40)
- Isefjordmästaren (1400-talet)
- Helligtrekongermästaren (senare delen av 1400-talet)
- Elmelundemästaren början av 1500-talet)

## Bildgalleri

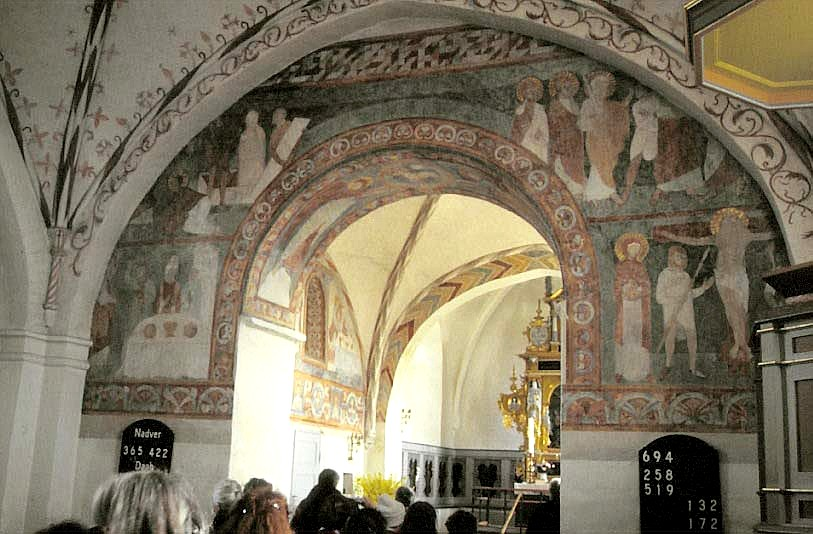
Jørlunde kyrka, Jørlundemästaren
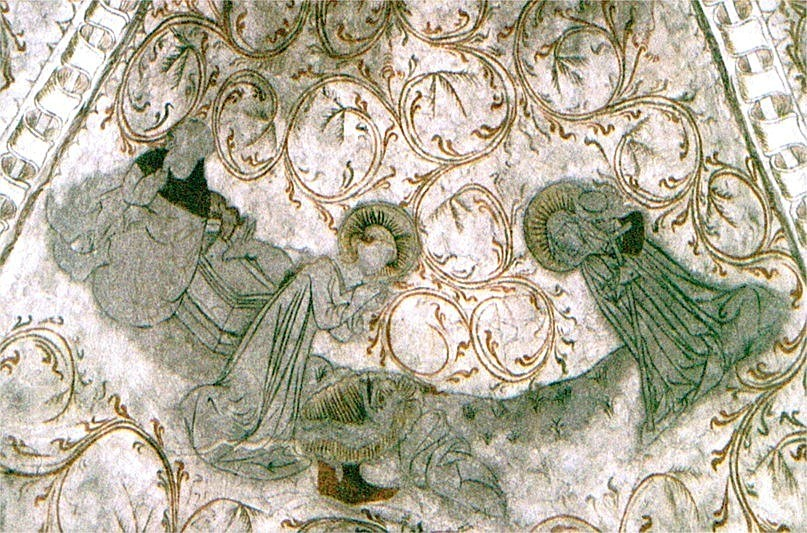
Undløse kyrka, Unionsmästaren
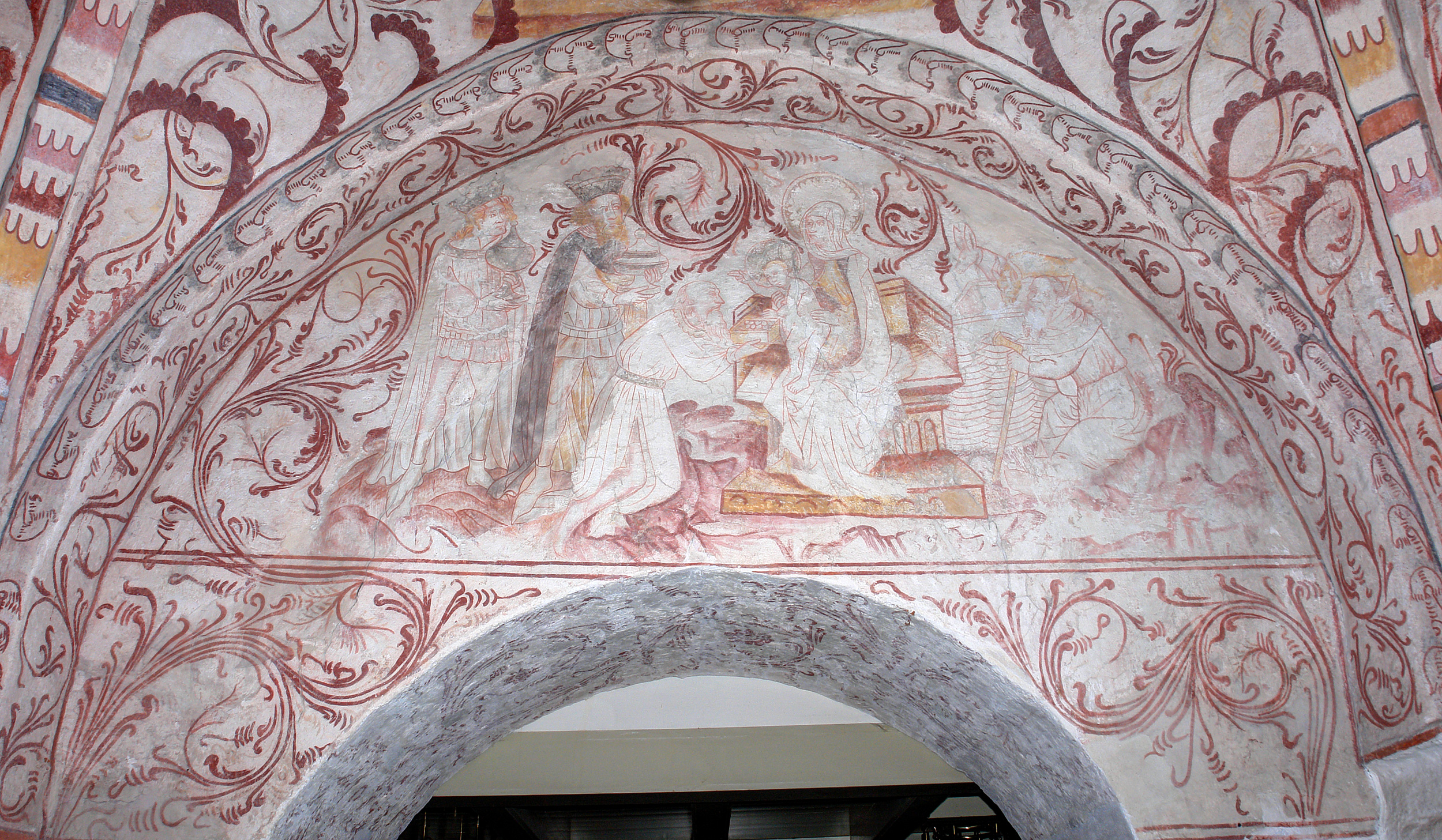
Nødebo kyrka, Unionsmästaren
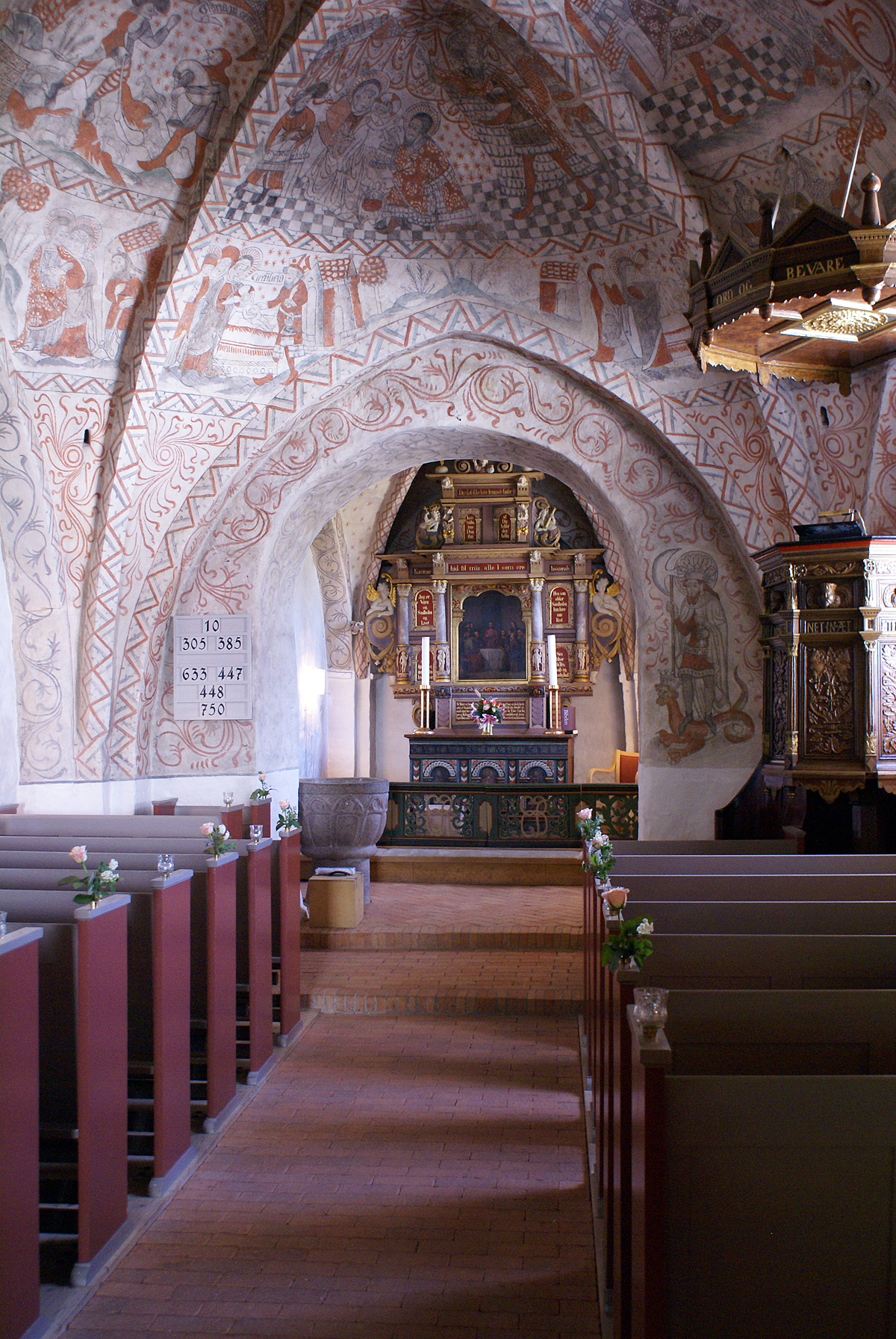
Tuse kyrka, Isefjordmästaren
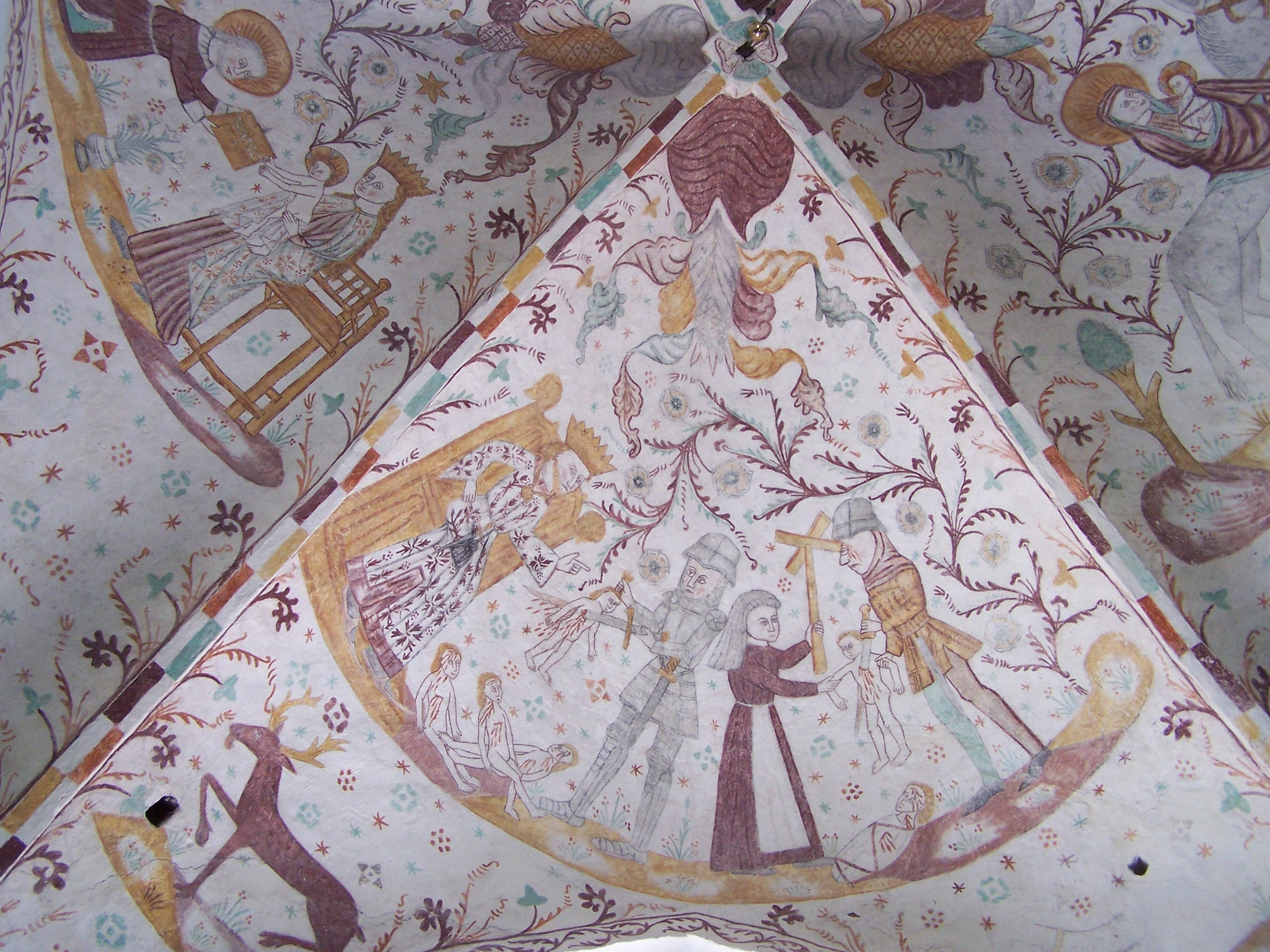
Elmelunde kyrka, Elmelundemästaren
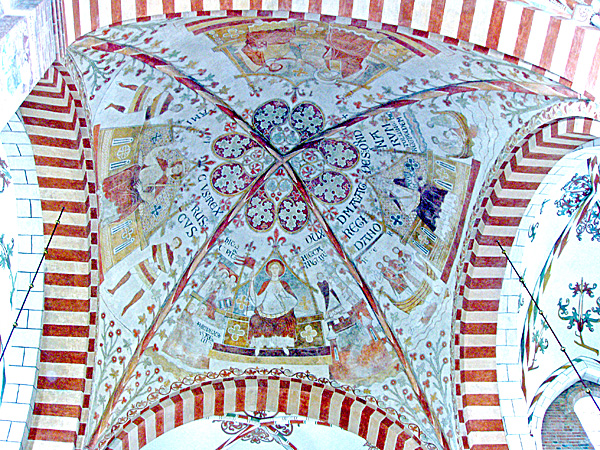
Sankt Bendts kyrka i Ringsted, 1200-talet
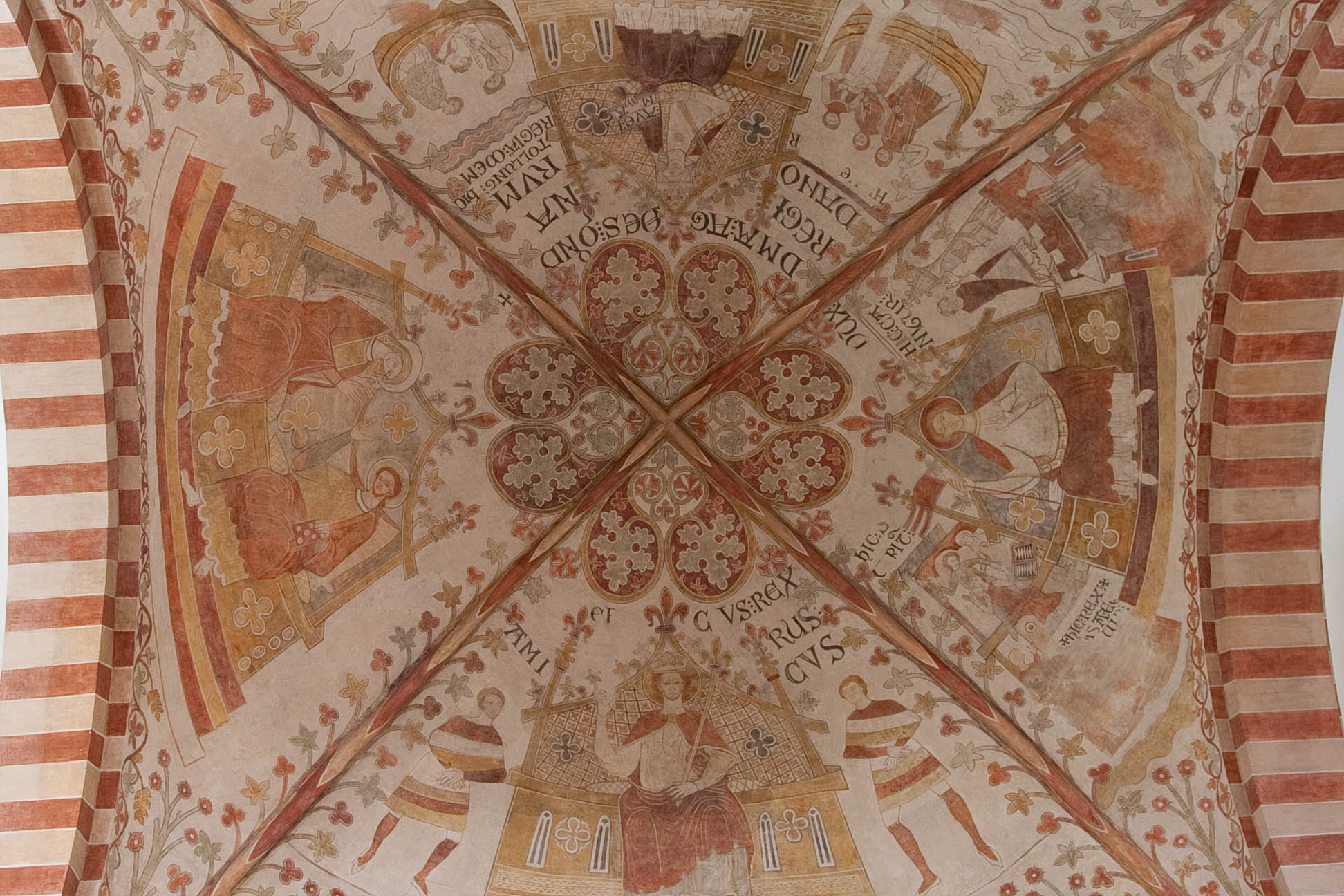
Sankt Bendts kyrka i Ringsted, 1200-talet
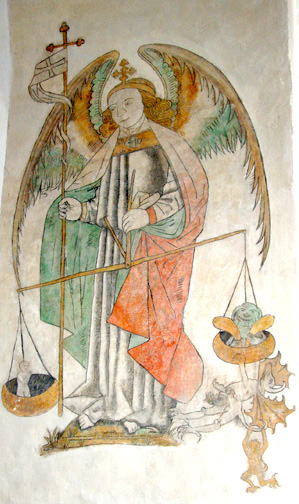
Århus Domkirke